# Prípiat
|  | Aquest article tracta sobre la ciutat de Prípiat. Si cerqueu el riu, vegeu «riu Prípiat». |

Prípiat (ucraïnès: При́п'ять, transliterat amb el sistema internacional: Pryp”jat’, transliterat al català: Prýpiat o Prýp'iat; en rus: При́пять, transcrit al català: Prípiat) és una ciutat fantasma al nord d'Ucraïna a l'óblast o província de Kíev, a la vora de la frontera amb Belarús i prop de la ciutat fantasma de Txernòbil.
Deu el seu nom al riu que travessa la ciutat, el riu Prípiat.

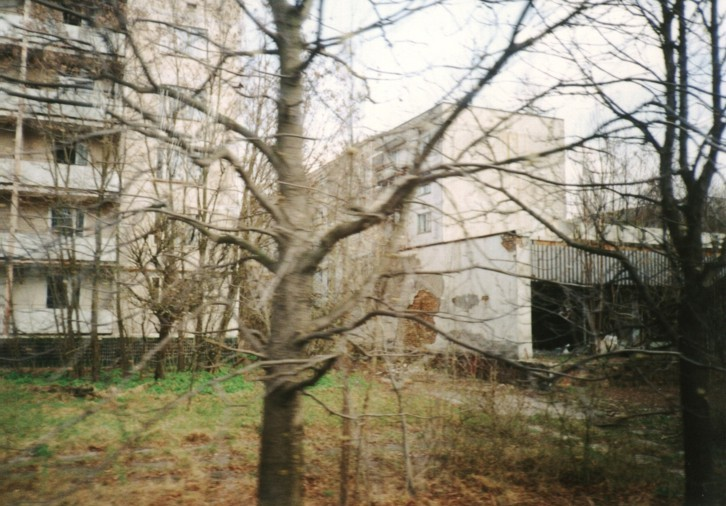
La ciutat abandonada de Prípiat

Mapa de les radiacions el 1996

## Fets
Aquesta ciutat és coneguda perquè va sofrir el pitjor accident de la història de l'energia nuclear, el 26 d'abril de 1986, quan es produí el sobreescalfament i l'explosió del reactor 4 de la Central nuclear de Txernòbil, el qual va emetre 400 vegades més radiació que la bomba atòmica que caigué sobre Hiroshima el 1945, pel que la ciutat es va veure afectada per la radiació i va haver de ser evacuada.
L'evacuació només fou portada a terme al cap de 3 dies per l'exèrcit soviètic. La majoria dels habitants foren desallotjats de les seves cases contra la seva voluntat, mentre que els animals domèstics i els de les granges foren sacrificats.

## Història
Fou fundada el 1970 com a colònia industrial per als treballadors de la central nuclear de Txernòbil i les seves famílies. A causa de la seva posició geogràfica, amb un clima temperat i un sòl fèrtil, la ciutat començà a desenvolupar-se, fins a convertir-se en una de les zones més agradables per viure-hi de la Unió Soviètica. Per això, la població cresqué en tan sols 16 anys fins a arribar als 47.000 habitants.

## Ara
Actualment no té cap habitant, més que investigadors, científics i forces de seguretat, que custodien la zona d'exclusió. La ciutat ara s'assembla a un museu de l'era soviètica. Té molts edificis d'apartaments on es troben encara objectes abandonats: fotografies, joguines de nens, roba, objectes personals, etc. També hi ha l'antic Hotel Polissia, restaurants, places de joc, hospitals, escoles i gimnasos en el seu estat d'abandó. A causa de la falta de manteniment de les construccions, a dintre hi creixen molsa, fongs i inclús plantes gràcies a la humitat produïda durant el desgel a la fi de l'hivern.